# Limbă de lemn
Limba de lemn (sau limbajul de lemn) este un termen lingvistic care desemnează un limbaj fără conținut ideatic consistent, plin de clișee. După cum spunea George Pruteanu: „În sensul ei clasic, limba de lemn este jargonul complex, cu particularități lexicale, topice și stilistice, elaborat de puterea totalitară pentru a-și obscuriza discursul. Limba de lemn este astfel opusul transparenței, ea trebuie descifrată, citită printre rînduri”. Acest termen desemnează, printre altele, limba utilizată de oficialitățile regimurilor comuniste. 
Termenul traduce / calchiază expresia franceză langue de bois (formulă impusă de Françoise Thom în 1987, La langue de bois) 
Acest limbaj, difuzat pe diferite căi, orale sau scrise, impune fie sisteme ideologice, fie subsisteme, ce țin de putere și autoritate, cum ar fi subsisteme economice, tehnologice, politice sau culturale.
Limba de lemn nu este apanajul exclusiv al comuniștilor. Toți specialiștii – medicii, juriștii, militarii, preoții, filosofii etc. – au limba lor de lemn. Diferența constă în faptul că respectivele jargoane specializate au un înțeles bine stabilit, cel puțin pentru cei inițiați, și deci nu sunt dezinformatoare nici pentru cei ce le înțeleg, nici pentru cei ce nu le înțeleg. 
Limba de lemn este astfel opusul transparenței, ea trebuie descifrată, citită printre rânduri.
Limba de lemn ascunde realitatea, pe care o încapsulează în formulele prefabricate ale doctrinei despre cum trebuie să fie realitatea.

## Mijloc de dezinformare
George Pruteanu remarca faptul că „limba de lemn e modalitatea de a spune cât mai puțin cu cât mai multe cuvinte”… deoarece „… Puterea trebuia să dea impresia că ea comunică cu supușii, dar scopul real era să nu le transmită nimic clar”.
Utilizarea limbii de lemn este cel mai perfid mod de a escamota adevărul, de a abate atenția, de a arunca praf în ochii cititorului, sau a auditorului în cazul discursului politic, în scopul inducerii în mintal a unei viziuni idealiste, a unei dogme ideologice, sau de a anihila un adevăr. Scopul ascuns al limbii de lemn este mistificarea realității și manipularea mintalului. Cei care se folosesc de limba de lemn manifestă cea mai mare teamă de adevăr. De aceea ei învelesc mereu minciuna într-un simulacru de adevăr.
Limba de lemn utilizată atât în scris, cât și în vorbire, în ziare, cărți și la radio, este considerată capodopera dezinformării, deoarece este imposibil de folosit de cineva fără ca acesta să nu devină în același timp și dezinformator și dezinformat. Principalele caracteristici ale limbii de lemn sunt:
- caracterul impersonal și pasiv al frazelor („relațiile reciproce s-au strâns“, „într-o atmosferă de stimă și respect reciproc“, „s-au exprimat urări“ etc.)
- abundența mijloacelor lingvistice care servesc la accentuarea obligativității (a trebui, a fi dator, cu necesitate, negreșit, obligatoriu, neabătut etc.)
- maniheismul (lipsa nuanțelor, împărțirea strictă în doar două categorii ale oricărui domeniu sau mulțimi de oameni – buni și răi, prieteni și dușmani, devotați și trădători, abstract și concret, general și particular, obiectiv și subiectiv etc.)
- metaforele și personificările excesive (hidra capitalistă, părintele popoarelor - cu referire la Stalin etc.)
- codificarea (anumite cuvinte, ca „revizionist“ sau „dușman al poporului“, dau semnalul de atac; altele, precum „lipsa de vigilență revoluționară“, servesc drept avertisment sau amenințare etc).
- folosirea construcțiilor verbale în locul verbelor;
- folosirea pronumelui noi în locul pronumelui eu;
- prezența excesivă a comparațiilor.

## Metodă
Folosirea expresiilor-cheie poate oferi un discurs fără a aborda ideea subiectului. Se utilizează în mod special perifrazele și eufemismele obișnuite. Din punct de vedere retoric, avem de-a face fie cu o subevaluare, fie cu o metonimie.
Unele expresii sunt în mod deliberat neclare sau sofisticate pentru a evita prezentarea detaliilor.
Politicienii folosesc limba de lemn pentru că nu au ce spune, pe de o parte, iar pe de altă parte pentru că menirea limbii de lemn este mascarea, prin șabloane, a realității atunci când realitatea nu este convenabilă populației.

## Limba de lemn în Biserică
Adrian Cocosila scria: Limba de lemn este o limbă incremenită. Ea nu-l face pe om să vibreze la auzul vorbelor. A fi de lemn înseamnă a nu simți nimic, a fi insensibil. Așa se face, și nu trebuie să ne ascundem să afirmăm, că întâlnim și în Biserică un limbaj uscat. Avem și aici de-a face cu persoane care au cules diverse formule pe care le reproduc mecanic. Nu e vorba că nu mai gândesc, ci tristețea stă în faptul că nu mai sunt vii pentru Dumnezeu. 